# Terrelle Pryor
(en) Statistiques sur pro-football-reference
Terrelle Pryor, né le 20 juin 1989 à Jeannette en Pennsylvanie, est un joueur américain de football américain évoluant au poste de wide receiver après avoir évolué comme quarterback.

## Biographie

### Buckeyes d'Ohio State
Étudiant à l'université d'État de l'Ohio, il joua pour les Buckeyes d'Ohio State. Il a remporté notamment le Hall Trophy en 2007.

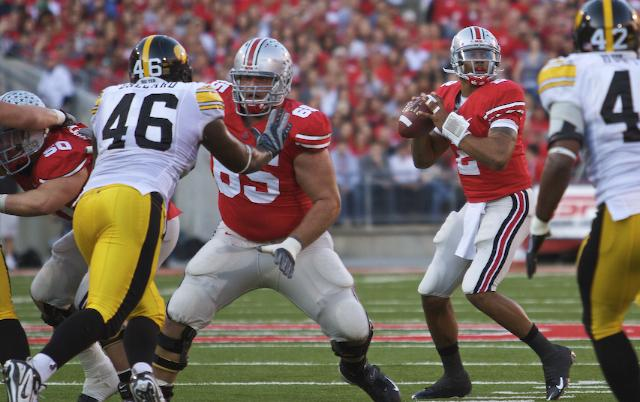
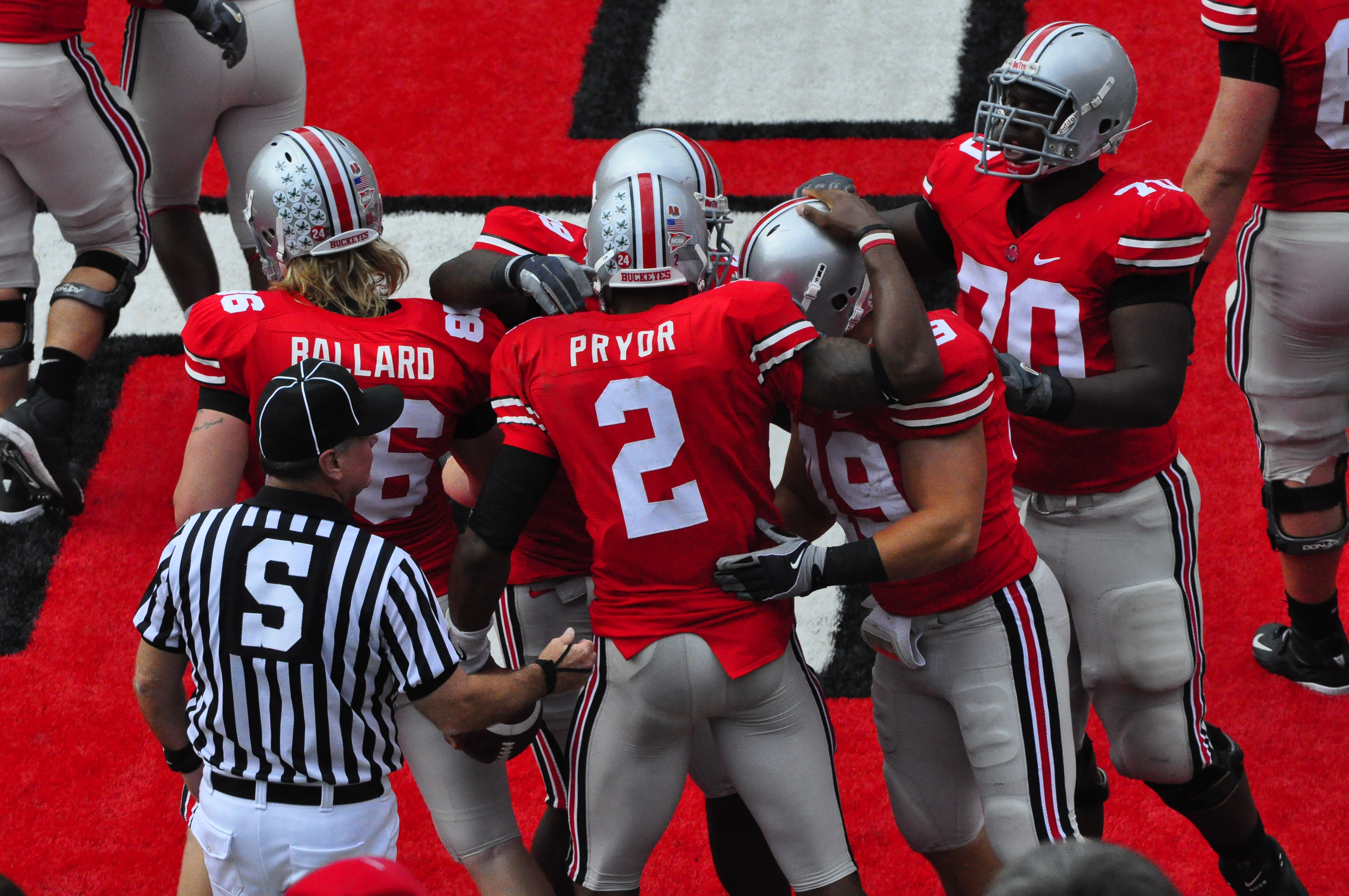
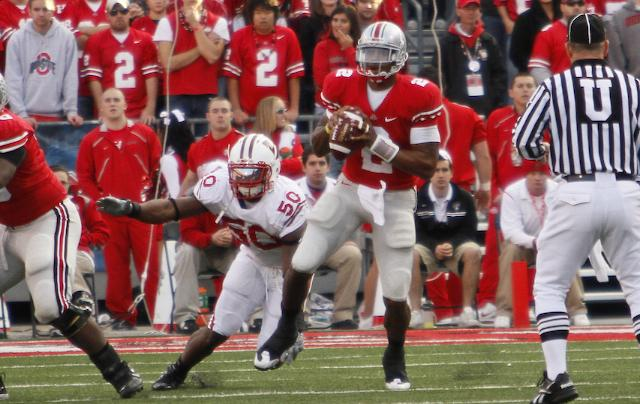

### Raiders d'Oakland
Il est sélectionné lors du 3e tour de la draft supplémentaire de 2011 par les Raiders d'Oakland.
Dans un match contre les Steelers de Pittsburgh en 2013, Pryor marque un touchdown après une course de 93 yards, un record dans l'histoire de la NFL pour un quarterback.

### Browns de Cleveland
Il quitte les Raiders à la suite d'un échange avec les Seahawks de Seattle mais ces derniers ne le conservent finalement pas. Finalement, après des tests aux Chiefs de Kansas City et aux Bengals de Cincinnati, il est engagé l'année suivante, en 2015, aux Browns de Cleveland sous le poste reconverti de wide receiver et non plus de quarterback. Cela fait de lui un joueur polyvalent et atypique, comme peut l'être Julian Edelman. Il est ainsi utilisé comme quarterback complémentaire à Cody Kessler lors de la saison 2016 de la NFL.